# Etzelbach (Uhlstädt-Kirchhasel)
Etzelbach ist ein Ortsteil der Gemeinde Uhlstädt-Kirchhasel im Landkreis Saalfeld-Rudolstadt in Thüringen.

## Geografie und Geologie
Das Dorf Etzelbach liegt 7 km nördlich von Rudolstadt im Saaletal. Nachbarorte sind westlich Kirchhasel, östlich Weißen und Uhlstädt, südlich Kolkwitz und Weißbach. Die Gemarkung von Etzelbach liegt in der Südostthüringer Buntsandstein-Muschelkalkplatte. Das Tal wird von der Saale-Orlaplatte nach Südosten und von der Saale-Ilmplatte nach Nordwesten begrenzt.
Durch den Damm der Bahnstrecke von Jena nach Rudolstadt und die Bundesstraße 88 von Jena nach Rudolstadt wird das Saaletal neben dem Flussbett der Saale und Lache unterbrochen. Die Sommerberge sind nach Südosten terrassenartig geneigt und sehr hängig. Die Hanglagen rechts der Saale gehören der geologischen Formation Buntsandstein an. Links der Saale an den Hängen und auf den Bergen ist Muschelkalk aufgelagert. Im Saaletal finden wir Aueböden alluvialen Ursprungs. Wegen der verschiedenen Oberflächengestaltung schwankt der Grundwasserspiegel sehr stark und geht zu grundwasserfernen Standorten über.
Die Verkehrsbedingungen sind günstig, werden aber durch die Höhe des Verkehrsaufkommens stark belastet.

## Geschichte
Am 13. Februar 1140 erfolgte die Ersterwähnung von Etzelbach.
Etzelbach ist nach wie vor ein landwirtschaftlich geprägter Ort. Nach der Wende fanden die Bauern neue Wege zur Bewirtschaftung ihrer Flächen. Das ehemalige Gutsgebäude wurde 1900 Invalidenheim. Ein Genesungsheim für Frauen und Mädchen wurde auf dem Eichberg errichtet. Nordwestlich des Dorfes entstand nach der Wende ein neues Wohngebiet.

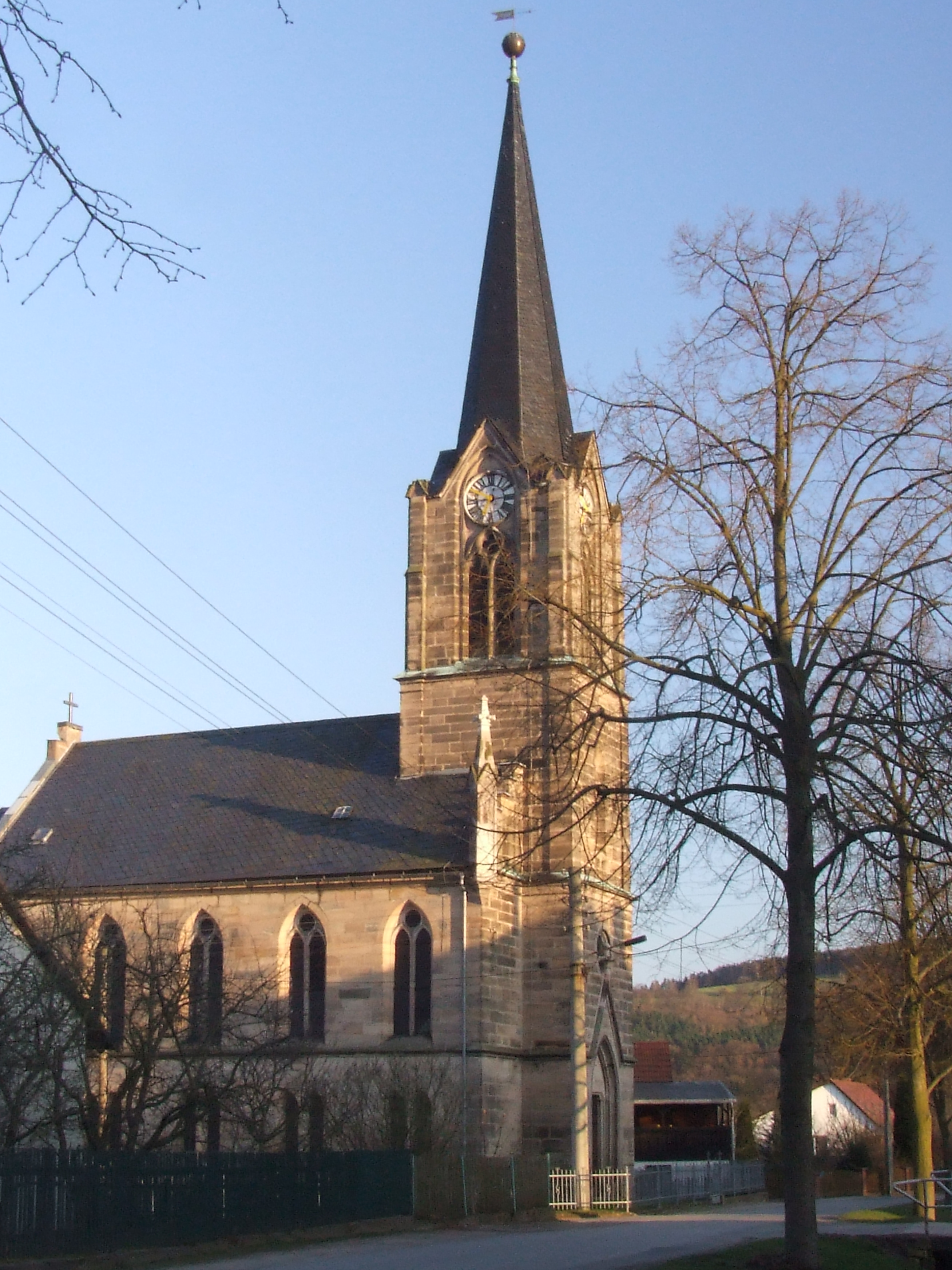
Kirche

## Sehenswürdigkeiten
- Dorfkirche Etzelbach

## Söhne und Töchter
- Susanne Kraus, Extrem-Hindernisläuferin